# Columbia Gas Transmission
Columbia Gas Transmission – трубопровідна мережа, яка забезпечує транспортування природного газу в межах дев’яти штатів на північному сході США.
Система створювалась для постачання блакитного палива, доставленого з регіону Мексиканської затоки по газопроводу Columbia Gulf Transmission, що з’єднується з її  південно-західним кутом в районі Leach (штат Кентуккі). В кінці 1970-х ще одним джерелом ресурсу повинен був стати термінал для прийому ЗПГ Коув-Поінт в Меріленді, який втім простоював з 1980 до початку 2000-х через низький попит.
Також з кінця 1990-х на півночі Огайо працювали інтерконектори з трубопроводами Corssroads Pipeline/North Coast Pipeline, через які з Індіани могли подаватись обмежені обсяги блакитного палива походженням з півдня США та Канади. Канадський ресурс надає і Millennium Pipeline, введений в експлуатацію в 2008 році у штаті Нью-Йорк. Нарешті, в 2009-му з’явилась можливість отримувати природний газ із заходу, з басейнів Скелястих гір, через газопровід Rockies Express. 
В результаті тривалого розвитку трубопроводи системи охопили штати Кентуккі, Огайо, Північна Кароліна, Вірджинія та Західна Вірджинія, Пенсільванія, Нью-Йорк, Меріленд та Нью-Джерсі. У другій половині 2000-х років Columbia Gas Transmission була першою в північно-східному регіоні США за пропускною здатністю – 265 млн.м3 на добу. Загальна довжина системи в середині 2010-х років досягла 12000 миль. Перекачування газу забезпечували 92 компресорні станції, при цьому фактичні обсяги транспортування становили приблизно третину від максимальної пропускної здатності – біля 30 млрд.м3 на рік. У складі Columbia Gas Transmission діяли 37 підземних сховищ газу загальним об’ємом 18,3 млрд.м3.
З початком «сланцевої революції» відбулось стрімке зростання видобутку природного газу у східних штатах США. В середині 2010-х це призвело до реверсу згаданого вище газопроводу Rockies Express та планів реверсу на маршруті Corssroads Pipeline/North Coast Pipeline. Припинив імпорт ЗПГ і термінал в Коув-Поінт (на його основі споруджується орієнтований не експорт завод із зрідження). Columbia Gas Transmission, яка працює безпосередньо в районах видобутку зі сланцевих формацій Утіка та Марцеллус, також почала планувати свій розвиток з розрахунку на поставки цього ресурсу. Його надходження до системи зокрема можливе з Equitrans Pipeline.